# Ricardo Miranda
 (novembre 2024).
Si vous disposez d'ouvrages ou d'articles de référence ou si vous connaissez des sites web de qualité traitant du thème abordé ici, merci de compléter l'article en donnant les références utiles à sa vérifiabilité et en les liant à la section « Notes et références ».
 (novembre 2024).
Ricardo Miranda, né le 22 août 1976 à Managua, est un homme politique canadien, ministre de la Culture et du Tourisme au sein du gouvernement de Rachel Notley depuis 2016.
De 2015 à 2019, il est membre de l'Assemblée législative de l'Alberta et représente la circonscription de Calgary-Cross en tant que membre du Nouveau Parti démocratique de l'Alberta. 
Ouvertement homosexuel, il fait partie du groupe des trois premiers membres de l'Assemblée législative de l'Alberta ouvertement LGBT, avec Michael Connolly et Estefan Cortes-Vargas.